# Vicente Castell
Vicente Castell Doménech (Castellón de la Plana, 5 de mayo de 1871-Castellón de la Plana, 18 de enero de 1934) fue un pintor y artista gráfico español catalogado dentro del movimiento del costumbrismo del siglo XIX, uno de los más influyentes en la posterior pintura castellonense.

## Biografía
Fueron sus padres Vicente Castell Martín y Teresa Doménech Peña cuya casa estaba situada en la plaza de Clavé junto al Raval de San Félix, barrio de agricultores de la ciudad. Recibió primeras enseñanzas en la Escuela del Real. Descubiertas las condiciones innatas de artista por Francisco Avinent "El Pipa", se trasladó más tarde al taller del pintor decorador Francisco Calduch Quico de Ros.
Sus dotes le llevaron a la academia del profesor de dibujo Eduardo Laforet, pintor costumbrista-historicista. En su academia pudo Castell relacionarse con Ramiro de Leza, Francisco Pérez Olmos, quien decoró al fresco el Teatro Principal de Castellón, Juan Bautista Carbó Rovira y Bernardo Mundina Milallave. Fue Pérez Olmos quien le ayudó a matricularse en la Real Academia de Bellas Artes de San Carlos, en Valencia, cursos 1891 y 1892-1893. Vivió en una buhardilla del barrio del Carmen y allí aprendió y trabajó para su subsistencia.
Sus trabajos de clase y tomados del natural llegan a manos del entonces presidente de la Diputación de Castellón, Victorino Fabra Gil, quien contando con la anuencia de otros diputados como Ruiz Vila le otorga dos becas anuales. También fue su mecenas el hotelero Gaspar Cazador, propietario del hotel España. Descubrió en Valencia el luminismo de Sorolla y la pintura poética de Pinazo.

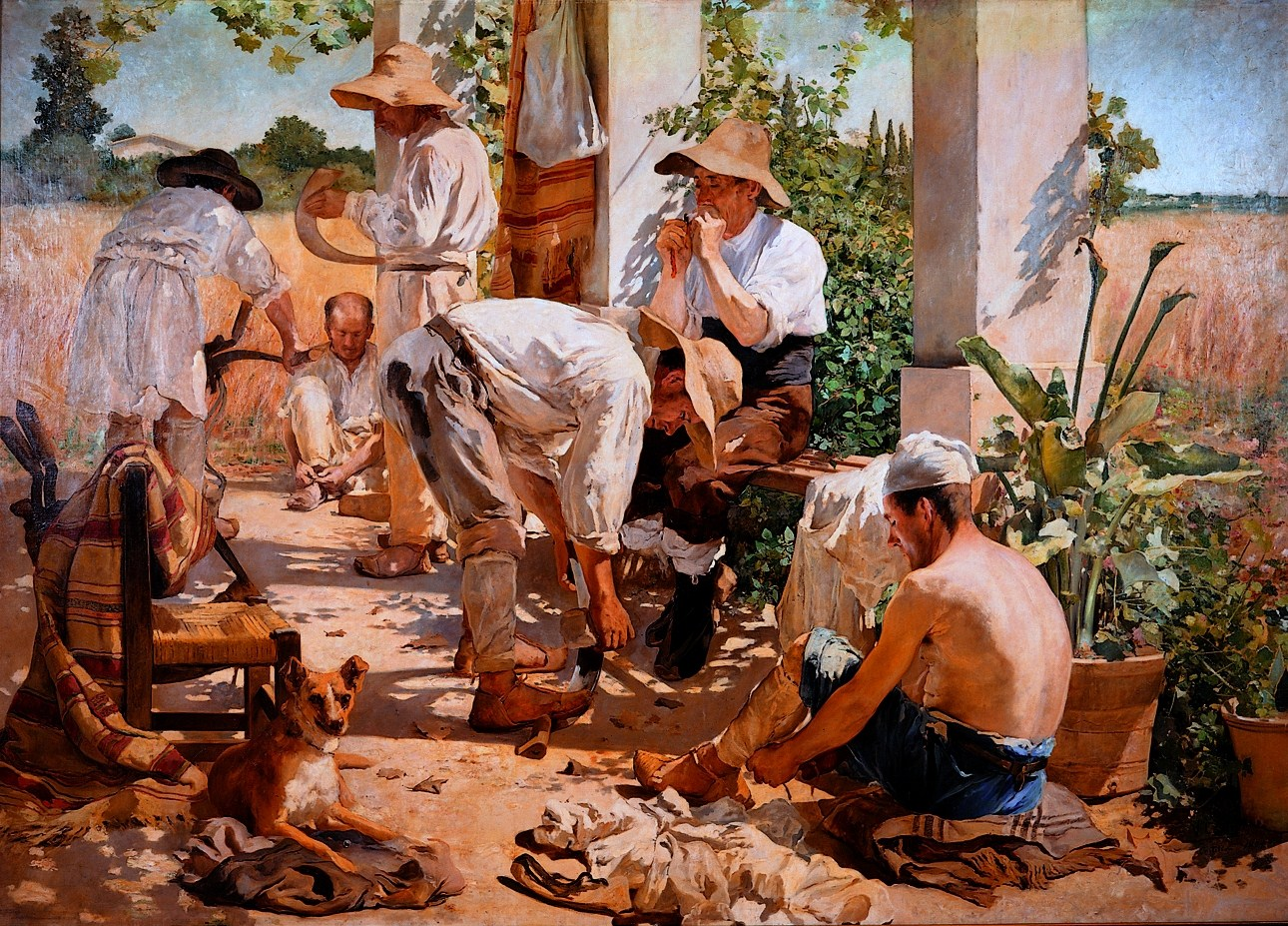
Segadores castellonenses, 1901 (Museo de Bellas Artes de Castellón)

De nuevo becado cursó estudios en la Real Academia de Bellas Artes de Sant Jordi de Barcelona en 1898. Y en 1899 se matriculó en la Real Academia de Bellas Artes de San Fernando de Madrid. Allí conoció el Museo del Prado y los grandes maestros. Viajó a Roma y París. Mientras tanto cultivaba su faceta de retratista de personalidades.
El  21 de octubre de 1901 contrajo matrimonio en la basílica de Lledó con Dolores Soliva Calduch. Tuvieron tres hijos. Estableció su vivienda en la avenida del Rey Don Jaime y su academia en la calle San Vicente y posteriormente en la de Cervantes. De ella salieron la práctica totalidad de los artistas castellonenses posteriores, como Juan Bautista Porcar y Rafael Sanchis Yago.
En 1923 fue nombrado concejal del Ayuntamiento siendo alcalde Ruiz Cazador. En 1928 fue nombrado director de la Escuela de Artes y Oficios de Castellón.
Falleció el 18 de enero de 1934.

## Lugares con su nombre
Cuenta con un colegio llamado Colegio Pintor Castell y un instituto, el IES Vicent Castell y Doménech de Castellón de la Plana.
El Ayuntamiento de Castellón le dedicó una calle, del Pintor Castell, paralela a la Ronda Magdalena, que se inicia a las espaldas del Mercado de San Antonio y termina en la plaza del Notario Mas.

## Galería

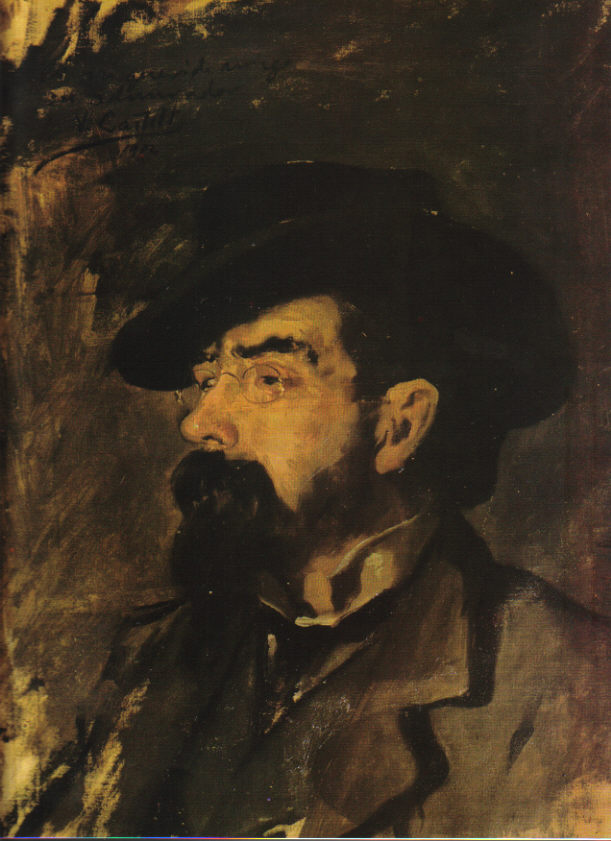
Retrato de Tárrega (1904).
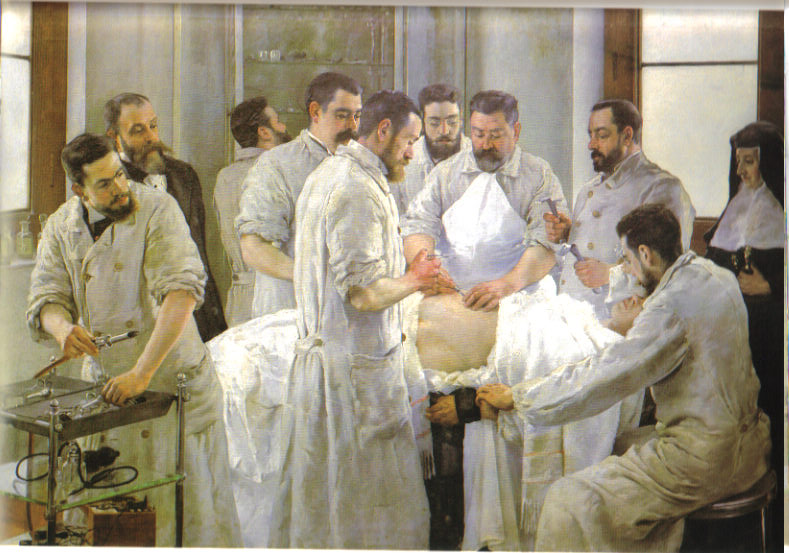
Laparotomía (1898), Museo de Bellas Artes de Castellón.
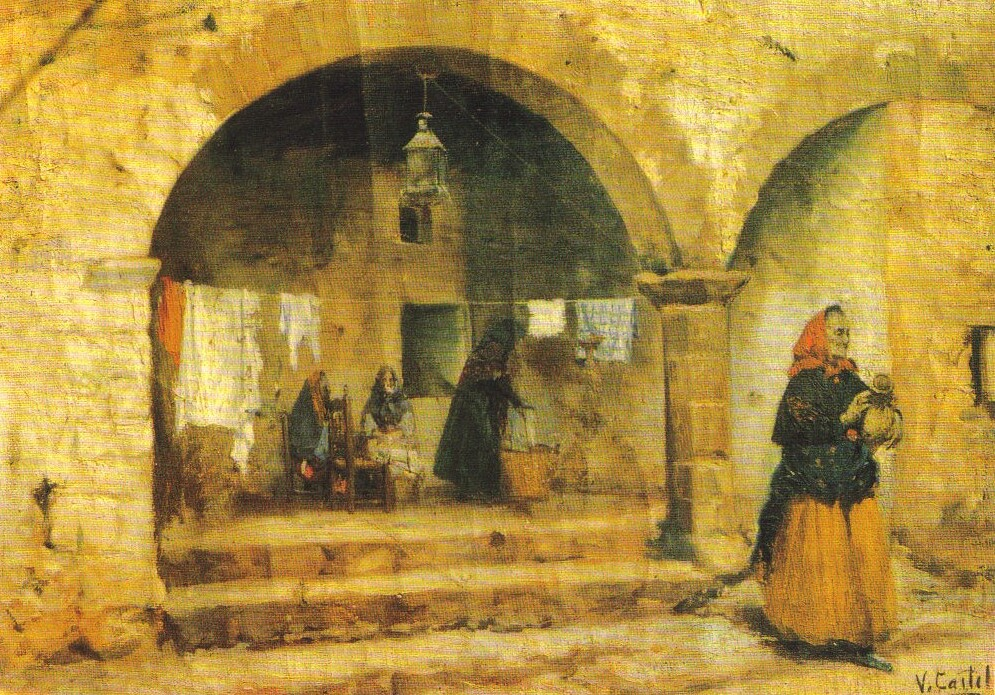
Escena de Benassal, La Mola (1915). Colección particular, Castellón.
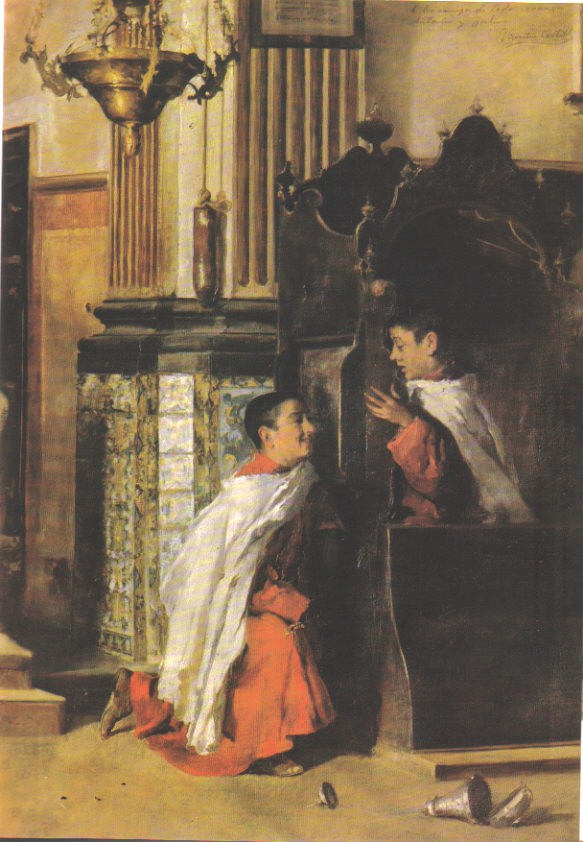
Monaguillos en el confesionario (1903). Colección particular, Castellón.